# جورج ويتمور (كاتب)
جورج ويتمور (بالإنجليزية: George Whitmore)‏ (1946، دنفر في الولايات المتحدة - 19 أبريل 1989، نيويورك في الولايات المتحدة)؛ شاعر وروائي أمريكي.